# TY Pyxidis
Désignations
TY Pyxidis est une étoile binaire à éclipses de la constellation de la Boussole, située à 184 ± 5 années-lumière de la Terre. Sa magnitude apparente varie de 6,85 à 7,5 sur 3,2 jours.
Les deux composants sont toutes classées comme des sous-géantes jaunes de type spectral G5IV. Elle ont une masse de 1,2 M☉ et tournent l'une autour de l'autre tous les 3,2 jours. Chaque étoile mesure environ 2,2 fois le rayon du Soleil.
Le système est classé comme une étoile variable de type RS Canum Venaticorum ou comme une étoile variable de type BY Draconis, deux types d'étoiles qui varient en raison de l'activité importante des taches stellaires. Le système émet des rayons X, et l'analyse de la courbe d'émission au fil du temps a conduit Pres et ses collègues à conclure qu'il existe une boucle de matière en forme d'arc de cercle connectant les deux étoiles.